# Мазовско княжество
Херцогство Mазовия (на полски: Księstwo Mazowieckie) със столица в Плоцк е средновековно полско княжество, образувано след фрагментацията на кралството на Пястите през 1138. То се намира в историческия мазовски район на североизточна Полша. Княжеството е присъединено обратно в полското кралство през 1526 г. при Ягелонската династия.